# Javier Munguía
Javier Munguía (Hermosillo, 3 de junio de 1983) es un escritor mexicano.

## Trayectoria
Es licenciado en Literaturas Hispánicas por la Universidad de Sonora. Tiene estudios de maestría en Literatura Hispanoamericana por la misma institución. En 2006 publicó su primer libro, el volumen de relatos Gentario. Ese mismo año ganó el Concurso del Libro Sonorense, en la categoría cuento, con Mascarada, obra publicada por el Instituto Sonorense de Cultura en 2007. Fue becario del Fondo Estatal para la Cultura y las Artes de Sonora por dos periodos. Modales de mi piel, su tercera compilación de cuentos, apareció en 2011.
En 2023 coeditó Las cartas del Boom, volumen que reúne la correspondencia cruzada entre Julio Cortázar, Carlos Fuentes, Gabriel García Márquez y Mario Vargas Llosa. En 2024 publicó El caso Cumbres, libro de no ficción que indaga en los crímenes de Diego Santoy y sus repercusiones sociales.
Ha colaborado con reseñas y artículos en medios como Confabulario, Letras Libres, Nexos, Replicante, Crítica, Armas y Letras, Punto en Línea y La Cultura en México.

## Obras

### Narrativa de no ficción
- El caso Cumbres (Aguilar, 2024)[6]

### Colecciones de cuentos
- Gentario (Unison, 2006)[7]
- Mascarada (ISC, 2007)[8]
- Modales de mi piel  (Jus, 2011)[9]

### Ediciones
- Las cartas del Boom (Alfaguara, 2023), de Julio Cortázar, Carlos Fuentes, Gabriel García Márquez y Mario Vargas Llosa. Con Carlos Aguirre, Gerald Martin y Augusto Wong Campos.[10]

#### Traducciones
- As Cartas do Boom (Dom Quixote, 2025), al portugués. Traducción de João Rodrigues.[11]

### Artículos
- «Enrique Serna: el arte como una forma elevada de entretenimiento» (Crítica, 2012)[12]
- «Irène Némirovsky: la escritura como revancha» (Confabulario, 2013)[13]
- «La obra abierta de Haruki Murakami» (Confabulario, 2015)[14]
- «Vargas Llosa y el teatro: una pasión no correspondida» (Letras Libres, 2015)[15]
- «Una historia personal de Las cartas del Boom» (Nexos, 2023)[16]

### Prólogos
- «Enrique Serna, cuentista», en el disco Cuentos crueles (UNAM, 2012), de Enrique Serna.[17]

## Premios
- Concurso del Libro Sonorense 2006, género cuento, por Mascarada.[18]

## Becas
- Fondo Estatal para la Cultura y las Artes de Sonora (2006-2007)
- Fondo Estatal para la Cultura y las Artes de Sonora (2007-2008)